# Józef Frąckowiak
Józef Stanisław Frąckowiak (ur. 12 listopada 1947 w Mysłowicach) – polski prawnik, profesor nauk prawnych specjalista z zakresu prawa cywilnego, gospodarczego i handlowego, sędzia Sądu Najwyższego w stanie spoczynku. Przed nominacją sędziowską radca prawny. Przez cały okres kariery naukowej związany z Uniwersytetem Wrocławskim.

## Życiorys
Józef Stanisław Frąckowiak urodził się 12 listopada 1947 w Mysłowicach. Tam też ukończył szkołę podstawową oraz I Liceum Ogólnokształcące im. Tadeusza Kościuszki. W 1969 ukończył studia prawnicze na Wydziale Prawa i Administracji Uniwersytetu Wrocławskiego, uzyskując w tym samym roku zatrudnienie na macierzystym wydziale. W 1975 na podstawie pracy zatytułowanej „Sytuacja prawna najemcy lokalu mieszkalnego oznaczonego w decyzji o przydziale” napisanej pod kierunkiem Jana Kosika uzyskał stopień naukowy doktora nauk prawnych. Na podstawie rozprawy habilitacyjnej pt. „Komis w eksporcie według prawa polskiego” uzyskał w 1985 stopień naukowy doktora habilitowanego nauk prawnych. W latach 1987–1990 był prodziekanem Wydziału Prawa i Administracji UWr. W 1991 został powołany na stanowisko profesora nadzwyczajnego, a w dniu 24 stycznia 1997 uzyskał tytuł profesora nauk prawnych. W latach 1990–1993 był prorektorem UWr, a w latach 1991–2018 kierownikiem Zakładu Prawa Gospodarczego i Handlowego na Wydziale Prawa i Administracji, a następnie na Wydziale Prawa, Administracji i Ekonomii tego uniwersytetu. Był członkiem Rady Legislacyjnej przy Prezesie Rady Ministrów w latach 1994–1998 i 2002–2006.
W latach 1985–2002 był radcą prawnym oraz członkiem rad nadzorczych m.in. Banku Zachodniego WBK, DSI KGHM czy JTT S.A. Od 28 marca 2002 do 12 listopada 2019 był sędzią Izby Cywilnej Sądu Najwyższego.
Członek rady programowej miesięcznika „Rejent” oraz Przeglądu Prawa Handlowego, wieloletni członek zarządu Stowarzyszenia przyjaciół Ossolineum.
W 1999 odznaczony Złotym Krzyżem Zasługi. W 2013 otrzymał tytułu doktora honoris causa Université Paris-Dauphine.